# Славянский экспресс
«Славянский экспресс» — бывшие фирменные поезда № 3/4 и 7/8, регулярно курсирующие между Москвой и Брестом.

## История
Изначально пущен в обращение 1 августа 2006 года как поезд Москва — Минск. За первые 6 месяцев в его вагонах было перевезено 44159 пассажиров. Те, кто пользовался этим поездом в те времена отмечали, что важным отличием от «Беларуси» является ускоренный на 2,5 часа график. Тогда в среднем за месяц ездило около 6 тысяч человек.
Логотип поезда создавался как сочетание двух символов: русского журавля и белорусского аиста. В июне 2010 года из-за низкого спроса поезд был отменен, а 2011 году возвращен уже на продленный маршрут Москва — Брест. В 2020 году был отменён в связи с коронавирусными ограничениями.
После возобновления движения 13 апреля 2021 составы курсируют как скорые пассажирские поезда № 004Б/008Б и 003Б/007М сообщением Москва — Брест.

### Действующее расписание
Нынешний график 2021 года вводится в действие с 13 апреля 2021 года
| 004Б/008Б Брест — Москва                    | 004Б/008Б Брест — Москва | 004Б/008Б Брест — Москва | График 2021 года   | График 2021 года   | График 2021 года   | График 2021 года   | 003Б/007М Москва — Брест | 003Б/007М Москва — Брест | 003Б/007М Москва — Брест |
| 13 часов 16 минут                           | 13 часов 16 минут        | 13 часов 16 минут        | Общее время в пути | Общее время в пути | Общее время в пути | Общее время в пути | 12 часов 14 минут        | 12 часов 14 минут        | 12 часов 14 минут        |
| Прибытие                                    | Стоянка                  | Отправление              | км                 | Раздельные пункты  | км                 | Код «Экспресс-3»   | Прибытие                 | Стоянка                  | Отправление              |
| Белорусская железная дорога (время местное) |                          |                          |                    |                    |                    |                    |                          |                          |                          |
|                                             |                          | 17:37                    | 0                  | Брест              | 1095               | 2100035            | 10:31                    |                          |                          |
| 19:38                                       | 3                        | 19:41                    | 203                | Барановичи         | 892                | 2100020            | 08:22                    | 3                        | 08:25                    |
| 21:15                                       | 29                       | 21:44                    | 345                | Минск              | 750                | 2100001            | 06:31                    | 19                       | 06:50                    |
| 23:54                                       | 17                       | 0:11                     | 557                | Орша               | 538                | 2100170            | 03:59                    | 17                       | 04:16                    |
| —                                           | —                        | —                        | 583                | Осиновка           | 512                | 2100016            | —                        | —                        | —                        |
| Московская железная дорога (время местное)  |                          |                          |                    |                    |                    |                    |                          |                          |                          |
| 1:27                                        | 10                       | 1:27                     | 676                | Смоленск           | 419                | 2000170            | —                        | —                        | —                        |
| 3:26                                        | 26                       | 3:52                     | 852                | Вязьма             | 243                | 2000830            | 00:45                    | 23                       | 01:08                    |
| 6:54                                        |                          |                          | 1095               | Москва             | 0                  | 2000006            |                          |                          | 22:17                    |

## Состав
Поезд 3/4 формируется БЧ, а поезд 7/8 — ФПК РЖД, в его составе 12 вагонов, в том числе: 5 плацкартных, 6 купейных и 1 вагон СВ. 
Поезд Москва-Брест проходит 4 тяговых плеча, состав ведет четыре локомотивных  бригады, первое плечо Москва-Вязьма, на данном участке  состав ведет локомотивная бригада из Москвы (РЖД). По прибытию на Вязьму (станция стыкования Смоленская область) московскую лок., бригаду меняет бригада (РЖД) которая тянет состав на участке Вязьма-Орша (международный участок станция Красное гос. граница). по прибытию в Оршу (Республика Беларусь) меняется лок., бригада, которая вела состав из Вязьмы. Далее состав ведет лок бригада (Белорусских железных дорог) тяговое плечо Орша-Минск. По прибытию в Минск меняется лок. бригада, которая вела состав из Орши,сменяет ее бригада (Белорусских железных дорог) которая ведет состав по участку Минск-Брест, поскольку Брест конечный пункт, лок., бригада возвращается домой.
Из Москвы состав тянет электровоз ЧС7-022 (РЖД) участок обслуживания Москва-Вязьма.
В Вязьме эстафету принимает электровоз  ЧС4т (РЖД) участок обслуживания Вязьма-Брест.